# Hälsingemål

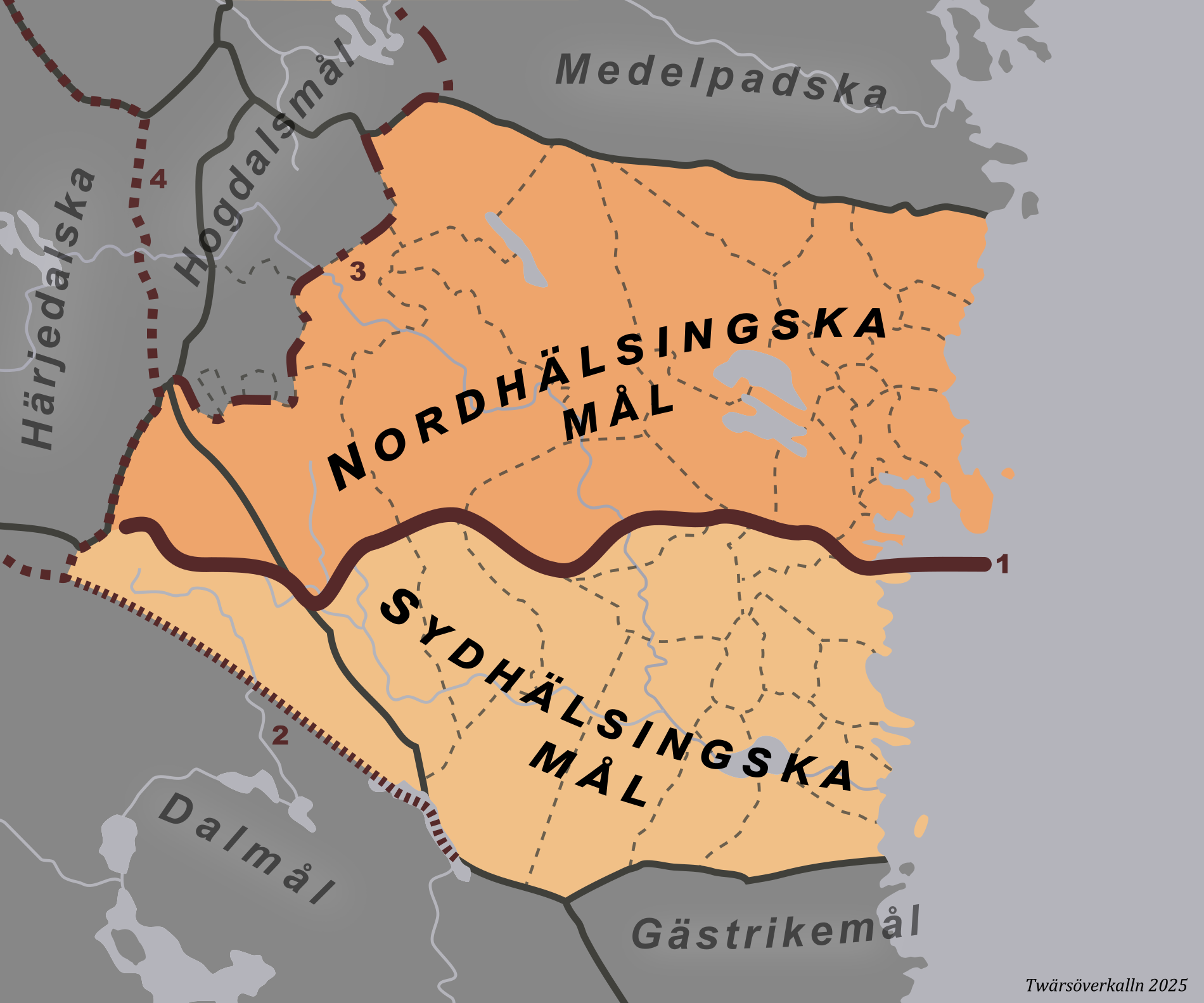
Karta över Hälsingemålens utbredning (i ljusa färgnyanser). Linje 1 anger gräns mellan nord- och sydhälsingska mål och i förlängningen mellan sveamålens och norrländskans utbredningsområden. Linje 2 anger hälsingemålens gräns mot dalmålen. Linje 3 anger hogdalsmålens gräns gentemot hälsingemål och medelpadska. Linje 4 anger gränsen för det östnorska dialektområdet gentemot norrländska och sveamål.

Hälsingemålen eller hälsingskan har gemensamma drag med såväl norrländska mål, norska som sveamål. Grovt sett räknas dialekterna i den södra halvan av Hälsingland ofta till de uppsvenska sveamålen och norra Hälsingland till de norrländska målen. En alternativ gräns mellan dessa båda dialektområden följer Hälsinglands nordgräns mot Medelpad, och en äldre gränsdragning Hälsinglands sydgräns mot Gästrikland.

## Västliga drag
Hälsingemålen har flera västliga drag:
- Liksom i Värmland, Jämtland, Härjedalen och delar av Norge har verb i presensform alltid ändelsen -er istället för -ar, exempelvis börjer och simmer istället för börjar och simmar. Även börje respektive simme.
- Liksom i Härjedalen och Jämtland används sj-ljud istället för r i rk, rp och rt, (som blir sjk, sjp respektive sjt), och istället för tjockt l före t, exempelvis stasjk (stark), tosjp (torp), bosjt (adverbet bort), josjt (gjort) och svasjt (svalt). På vissa orter uttalas detta som bakre sj-ljud liknande tyskt ch-ljud.[2][3]
- Liksom i Norge, Jämtland, Härjedalen och dalmålen används i Norra Hälsingland formen bu för bod.[3]

## Nordliga drag
Hälsingemålen, särskilt de norra delarna, karaktäriseras liksom övriga norrländska mål av: 
- vokalbalans, som tillämpas i norra Hälsingland. Ändelsevokalen ser således olika ut beroende på om ordstammen var kort- eller långstavig i fornsvenskan. Detta innebär att nordhälsingskans flôge (fluga) (kortstavigt ord) och stinta (flicka) (långstavigt ord) motsvarar sydhälsingska flôga respektive stinta. Vokalbalansen är även ett särdrag i östnorska och samiska dialekter, särskilt östsamiska. En teori som framförts är därför att vokalbalans i nordskandinaviska dialekter beror på skandinavisering av samer, främst sydsamer, på 1300-1600-talet i dialektområdet.[4]
- bortfall av ändelsen i presens av historisk starka verb i norra Hälsingland. Sålunda heter det han läs (han läser) på nordliga Hälsingemål, i ett mellanliggande område han läse, och han läser i de södra delarna.[3]
- förmjukning av konsonanter, inte bara i början av ord som i riksspråket, utan även inuti ord, exempelvis äntja (änka), foltje (folket),
- ändelsen -an eller -en vid bestämd pluralform.
- spår av de norrländska målens äldre korta vokal med kort konsonant, bland annat Delsbo, i skillnaden mellan bela (börda), bestämd form bela, och floge (fluga), bestämd form flogo.[2]

## Sydliga drag
Hälsingedialekterna har även flera likheter med övriga uppsvenska sveamål: 
- de saknar diftonger
- supra-dentalt s i stället för r framför k och p, till exempel starsk (stark), korsp (korp).
- tonlöst l före t, exempelvis hehlt, svählta;
- gar (garn), jär (järn) och så vidare.
- förlängning av konsonant i sådana ord som betti (bitit), söppe (supit), fuggel (fågel);
- i böjningen plural utan r, bestämd singular feminimum vanligen -a, presens ind. i regel på -e.[2]

Typiskt för till exempel Hudiksvall/Iggesund/Bergsjö-trakten är även att man ofta använder sig av bestämd form av substantiv vid ägorätt; "Var är hans bil då?" blir gärna "Var är bilen hanses då?"

## Olika lokala dialekter
- Forsamål
- Hasselamål